# Enyo – Auf der Suche nach dem Tal des Lebens
Enyo – Auf der Suche nach dem Tal des Lebens ist eine Animationsserie, die zwischen 2009 und 2010 produziert wurde und in deutscher, australischer und dänischer Kooperation entstanden ist.

## Handlung
Der 12-jährige Enyo hat als Letzter seines Stammes überlebt, als dieser von den Banditen Quag Naga ausgelöscht wurde. Daraufhin nimmt ihn der Stamm der Doodjies auf und adoptiert ihn. Dieser befindet sich allerdings in großer Gefahr, da die Wasservorräte knapp werden und der Heimatplanet droht auszutrocknen. Bei einer Geisterbeschwörung des Schamanen stellt sich heraus, dass sich die einzig mögliche Rettung im „Tal des Lebens“ findet. Um diesen Ort herrschen viele alte Mythen und Erzählungen über ein vor 12 Jahren aufgenommenes Findelkind, dass sich dieser Bedrohung entgegenstellen wird. Als sich herausstellt, dass Enyo dieses Kind ist, sucht Enyo mit Hilfe seines Amulettes das Tal und verdient sich mit der Zeit magische Kräfte dazu bzw. bekommt diese von den guten Geistern des Planeten verliehen. Diese setzt er ein, um sich gegen Feinde und andere Gefahren zu wehren und den Heimatplanet zu retten.

## Produktion und Veröffentlichung
Die Serie wurde zwischen 2009 und 2010 in deutscher, australischer und dänischer Kooperation produziert. Dabei ist eine Staffel mit 26 Folgen entstanden. 
Die deutsche Erstausstrahlung fand am 13. September 2010 auf KiKA statt. Weitere Ausstrahlungen erfolgten ebenfalls auf ZDF und Junior.

## Episodenliste
| Folge | deutscher Titel            | deutsche Erstausstrahlung |
| 1     | Aufbruch ins Unbekannte    | 13.09.2010                |
| 2     | Das Erdbeben               | 18.12.2010                |
| 3     | Gefahr im Nebel            | 14.09.2010                |
| 4     | Elenas Geheimnis           | 08.01.2011                |
| 5     | Spur in die Vergangenheit  | 15.09.2010                |
| 6     | Der Gesang der Reptulla    | 22.01.2011                |
| 7     | Die schwebenden Inseln     | 16.09.2010                |
| 8     | Gefangen im Gebirge        | 05.02.2011                |
| 9     | Der falsche Vater          | 17.09.2010                |
| 10    | Das Wüstenschiff           | 19.02.2011                |
| 11    | Der Herrscher des Sturms   | 20.09.2010                |
| 12    | Der unsichtbare Feind      | 05.03.2011                |
| 13    | Sturz in die Tiefe         | 21.09.2010                |
| 14    | Der schöne Schein          | 19.03.2011                |
| 15    | Tag der Monde              | 22.09.2010                |
| 16    | Die wirbelnden Winde       | 02.04.2011                |
| 17    | Die Felsenfestung          | 23.09.2010                |
| 18    | Das Baumvolk               | 16.04.2011                |
| 19    | Das Schlangenei            | 24.09.2010                |
| 20    | Der Turm der Weisheit      | 07.05.2011                |
| 21    | Auf Leben und Tod          | 27.09.2010                |
| 22    | Der sterbende Wald         | 05.10.2012                |
| 23    | Jagd ohne Wiederkehr       | 28.09.2010                |
| 24    | Verschollen im Krater      | 07.09.2011                |
| 25    | Fluss in die Vergangenheit | 29.09.2010                |
| 26    | Das Tal des Lebens         | 27.08.2012                |